# Jaume Aymà i Ayala
Jaume Aymà i Ayala (Barcelona, 12 de gener de 1882 - Sant Cugat del Vallès, 9 de febrer de 1964) fou un editor català. Va ser el pare de l'editor Jaume Aymà i Mayol.

## Biografia
Des de la seva joventut s'interessà pel cultiu de les arts gràfiques, estudiant en Institut Català de les Arts del Llibre i sent en aquell temps deixeble d'Eudald Canivell i Masbernat. També va estudiar dibuix, col·laborà assíduament en la revista Joventut i començà a interessar-se pel teatre, del que més tard iniciaria l'edició d'alguns drames clàssics espanyols. El 1900 fou un dels fundadors de l'Associació Catalanista Lo Renaixement, i també col·laborà a les publicacions El Poble Català.
Sempre en col·laboració amb el seu fill Jaume Aymà i Mayol, i incorporant més tard a la seva tasca editorial als seus nets, el 1939 publicà una reimpressió de Rinconcete y Cortadillo, de Miguel de Cervantes, que seria el punt de sortida de la seva llarga, intel·ligent i generosa labor, tant en favor del llibre en general com de les lletres catalanes. En aquest últim sentit el 1944 va fundar amb el seu fill l'editorial Aymà, que convocarà des del 1947 el Premi Joanot Martorell per a novel·la catalana.
Els primers autors que edità foren Walter Pater, Rainer Maria Rilke, Aloysius Bertrand, etc., presentat a Espanya, en castellà, Allò que el vent s'endugué, d'èxit memorable, així com les obres de Georges Simenon, i d'altres molts autors del transcurs del temps.
D'altres obres: la col·lecció Guió d'Or, amb volums de caràcter històric signats per Jordi Rubió i Balaguer, Josep Romeu, Joan Ainaud de Lasarte, Joan Reglà i Campistol, i el molt important de Ramon d'Abadal, L'Abat Oliba, bisbe de Vic i la seva època; la col·lecció Barcelona, històrica y monumental, que marca la col·laboració amb l'Editorial Aymà, d'Agustí Duran i Sanpere; Barcelona, divulgación histórica, en vuit volums, sota la direcció de l'Institut Municipal Històric de la Ciutat; els dibuixos de Dionís Baixeras i Verdaguer, sobre la Barcelona que desaparegué amb la gran reforma urbanística; L'Art Català, de Folch i Torres; L'Art Modernista Català de Cirici Pellicer; Les terres catalanes, de Pere Blasi; L'humor a la Barcelona del nou-cents, il·lustrat per Xavier Nogués; L'Eucaristia en el Arte español de Manuel Trens i Ribas; etc.
Tots aquests llibres, col·leccions i series, li proporcionaren durant diversos anys premis atorgats per l'Institut Nacional del Llibre Espanyol, la Cambra d'Indústria –Fira de Mostres– i altres organismes oficials.